# Лыжные гонки на зимних Паралимпийских играх 2014
Состязания по лыжным гонкам на зимних Паралимпийских играх 2014 в Сочи прошли с 9 по 16 марта в комплексе для соревнований по лыжным гонкам и биатлону «Лаура», расположенном возле Красной Поляны. Было разыграно 20 комплектов наград, как и в 2010 году.

## Медальный зачёт
Жирным шрифтом выделено самое большое количество медалей в своей категории
| Общее количество медалей |           |        |         |        |       |
| Место                    | Страна    | Золото | Серебро | Бронза | Всего |
| 1                        | Россия    | 12     | 9       | 11     | 32    |
| 2                        | Канада    | 4      | 0       | 0      | 4     |
| 3                        | Украина   | 1      | 6       | 3      | 10    |
| 4                        | Швеция    | 1      | 2       | 1      | 4     |
| 5                        | Норвегия  | 1      | 0       | 1      | 2     |
| 6                        | Германия  | 1      | 0       | 0      | 1     |
| 7                        | США       | 0      | 2       | 1      | 3     |
| 8                        | Финляндия | 0      | 1       | 0      | 1     |
| 9                        | Франция   | 0      | 0       | 2      | 2     |
| 10                       | Беларусь  | 0      | 0       | 1      | 1     |
| Всего                    | Всего     | 20     | 20      | 20     | 60    |

## Медалисты

### Мужчины
| Дисциплина                        | Золото                                         | Серебро                                           | Бронза                                         |
| 1 км, спринт, сидя                | Роман Петушков Россия                          | Григорий Мурыгин Россия                           | Максим Яровый Украина                          |
| 1 км, спринт, стоя                | Кирилл Михайлов Россия                         | Рушан Миннегулов Россия                           | Владислав Лекомцев Россия                      |
| 1 км, спринт, с нарушением зрения | Брайан Маккивер ведущий — Грэм Нисикава Канада | Себастьян Модин ведущий — Албан Акеро Швеция      | Олег Пономарёв ведущий — Андрей Романов Россия |
| 10 км, сидя                       | Крис Клебль Канада                             | Максим Яровый Украина                             | Григорий Мурыгин Россия                        |
| 10 км, стоя                       | Александр Пронков Россия                       | Владимир Кононов Россия                           | Владислав Лекомцев Россия                      |
| 10 км, с нарушением зрения        | Брайан Маккивер ведущий — Эрик Карлтон Канада  | Станислав Чохлаев ведущий — Максим Пирогов Россия | Тома Кларьон ведущий — Жюльен Бурла Франция    |
| 15 км, сидя                       | Роман Петушков Россия                          | Ирек Зарипов Россия                               | Александр Давидович Россия                     |
| 20 км, стоя                       | Рушан Миннегулов Россия                        | Иклка Туомисто Финляндия                          | Владислав Лекомцев Россия                      |
| 20 км, с нарушением зрения        | Брайан Маккивер ведущий — Эрик Карлтон Канада  | Станислав Чохлаев ведущий — Максим Пирогов Россия | Себастьян Модин ведущий — Албан Акеро Швеция   |

### Женщины
| Дисциплина                        | Золото                                          | Серебро                                         | Бронза                                                  |
| 1 км, спринт, сидя                | Мариан Мартинсен Норвегия                       | Татьяна Макфадден США                           | Марта Зайнуллина Россия                                 |
| 1 км, спринт, стоя                | Анна Миленина Россия                            | Юлия Батенкова Украина                          | Алёна Кауфман Россия                                    |
| 1 км, спринт, с нарушением зрения | Михалина Лысова ведущий — Алексей Иванов Россия | Елена Ремизова ведущий — Наталья Якимова Россия | Оксана Шишкова ведущий — Лада Нестеренко Украина        |
| 5 км, сидя                        | Андреа Эскау Германия                           | Людмила Павленко Украина                        | Оксана Мастерс США                                      |
| 5 км, стоя                        | Анна Миленина Россия                            | Юлия Батенкова Украина                          | Александра Кононова Украина                             |
| 5 км, с нарушением зрения         | Елена Ремизова Ведущий — Наталья Якимова Россия | Михалина Лысова Ведущий — Алексей Иванов Россия | Юлия Будалеева Ведущий — Татьяна Мальцева Россия        |
| 12 км, сидя                       | Людмила Павленко Украина                        | Оксана Мастерс США                              | Светлана Коновалова Россия                              |
| 15 км, стоя                       | Хелен Рипа Швеция                               | Юлия Батенкова Украина                          | Анна Миленина Россия                                    |
| 15 км, с нарушением зрения        | Елена Ремизова ведущий — Наталья Якимова Россия | Михалина Лысова ведущий — Алексей Иванов Россия | Ядвига Скоробогатая ведущий — Ирина Нафранович Беларусь |

### Смешанные
| Дисциплина         | Золото | Серебро | Бронза   |
| Смешанная эстафета | Россия | Швеция  | Норвегия |
| Открытая эстафета  | Россия | Украина | Франция  |